# Molophilus (Molophilus) rubidithorax excavatus
Molophilus (Molophilus) rubidithorax excavatus is een ondersoort van de tweevleugelige Molophilus (Molophilus) rubidithorax uit de familie steltmuggen (Limoniidae). De ondersoort komt voor in het Neotropisch gebied.